# Josef Möritz
Josef (Joseph) Möritz (* 27. November 1896 in München; † 18. Juli 1937 ebenda) war ein deutscher Motorradrennfahrer.

## Karriere
Die Anfänge seiner motorsportlichen Aktivität reichen zurück in die 1920er Jahre. Der 1923 gegründete Automobil-Club München veranstaltete mehrmals im Jahr Auto- und Motorradrennen auf der Trabrennbahn in Daglfing. Clubmitglied Josef Möritz gewann dort mehrmals das Seitenwagenrennen.
1931 und 1932 wurde Josef Möritz Europa-Bergmeister in der Seitenwagenklasse bis 1000 cm³, 1933 war er Deutscher Bergmeister, stets auf einer Victoria-J.A.P. Zu den Höhepunkten seiner Karriere zählten die Grand-Prix-Siege 1933 und 1935 in Barcelona, 1934 in Frankreich und der Schweiz.
Auf dem Nürburgring gewann er 1931 in der Seitenwagenklasse auf 350-cm³-Victoria. Bei Rund um Schotten siegte er auf einem 1000-cm³-Victoria-Gespann 1932 und 1933 und beim ADAC-Schauinsland-Bergrennen war er ebenfalls 1933 erfolgreich. Für die Balance der Maschine sorgten im Beiwagen meistens Alban Böhm oder Schnitzenbaumer.
Bei Auto-Motorrad-Doppelveranstaltungen startete Josef Möritz auch in der Automobil-Sportwagenklasse bis 1100 cm³, so auch beim Feldbergrennen 1934, als er mit einem MG-Magnette hinter Willi Briem und Bobby Kohlrausch Dritter wurde, nachdem er zuvor im Seitenwagenrennen hinter Karl Braun und Conrad Dürr ebenfalls den dritten Platz belegt hatte.
Josef Möritz besaß in München ein Motorrad-Geschäft, eine Werkstatt und eine Tankstelle. Er starb 1937 in München im Alter von nur 40 Jahren an einem Gallenleiden.

## Statistik

### Erfolge
- 1931 – 1000-cm³-Gespann-Europa-Bergmeister auf Victoria-J.A.P.
- 1932 – 1000-cm³-Gespann-Europa-Bergmeister auf Victoria-J.A.P.
- 1933 – Deutscher 1000-cm³-Gespann-Bergmeister auf Victoria-J.A.P.

### Rennsiege
| Jahr | Klasse              | Maschine | Beifahrer       | Rennen                      | Strecke                      |
| ---- | ------------------- | -------- | --------------- | --------------------------- | ---------------------------- |
| 1931 | Gespanne (350 cm³)  | Victoria | unbekannt       | Eifelrennen                 | Nürburgring                  |
| 1932 | Gespanne (1000 cm³) | Victoria | unbekannt       | Rund um Schotten            | Schottenring                 |
| 1933 | Gespanne (1000 cm³) | Victoria | unbekannt       | Großer Preis von Barcelona  | Circuit de Montjuïc          |
| 1933 | Gespanne (1000 cm³) | Victoria | unbekannt       | Rund um Schotten            | Schottenring                 |
| 1933 | Gespanne (1000 cm³) | Victoria | unbekannt       | Schauinsland-Bergrennen     | Schauinsland                 |
| 1933 | Gespanne (1000 cm³) | Victoria | unbekannt       | Großer Preis von Frankreich | Autodrome de Linas-Montlhéry |
| 1934 | Gespanne (1000 cm³) | Victoria | unbekannt       | Großer Preis der Schweiz    | Bremgarten-Rundstrecke       |
| 1935 | Gespanne (1000 cm³) | Victoria | Schnitzenbaumer | Großer Preis von Barcelona  | Circuit de Montjuïc          |